# Étueffont
Étueffont (prononcer [etyfɔ̃] ; en allemand : Staufen) est une commune française située dans le département du Territoire de Belfort, la région culturelle et historique de Franche-Comté et la région administrative Bourgogne-Franche-Comté.
Ses habitants sont appelés les Taffions (d'après le patois).

## Géographie

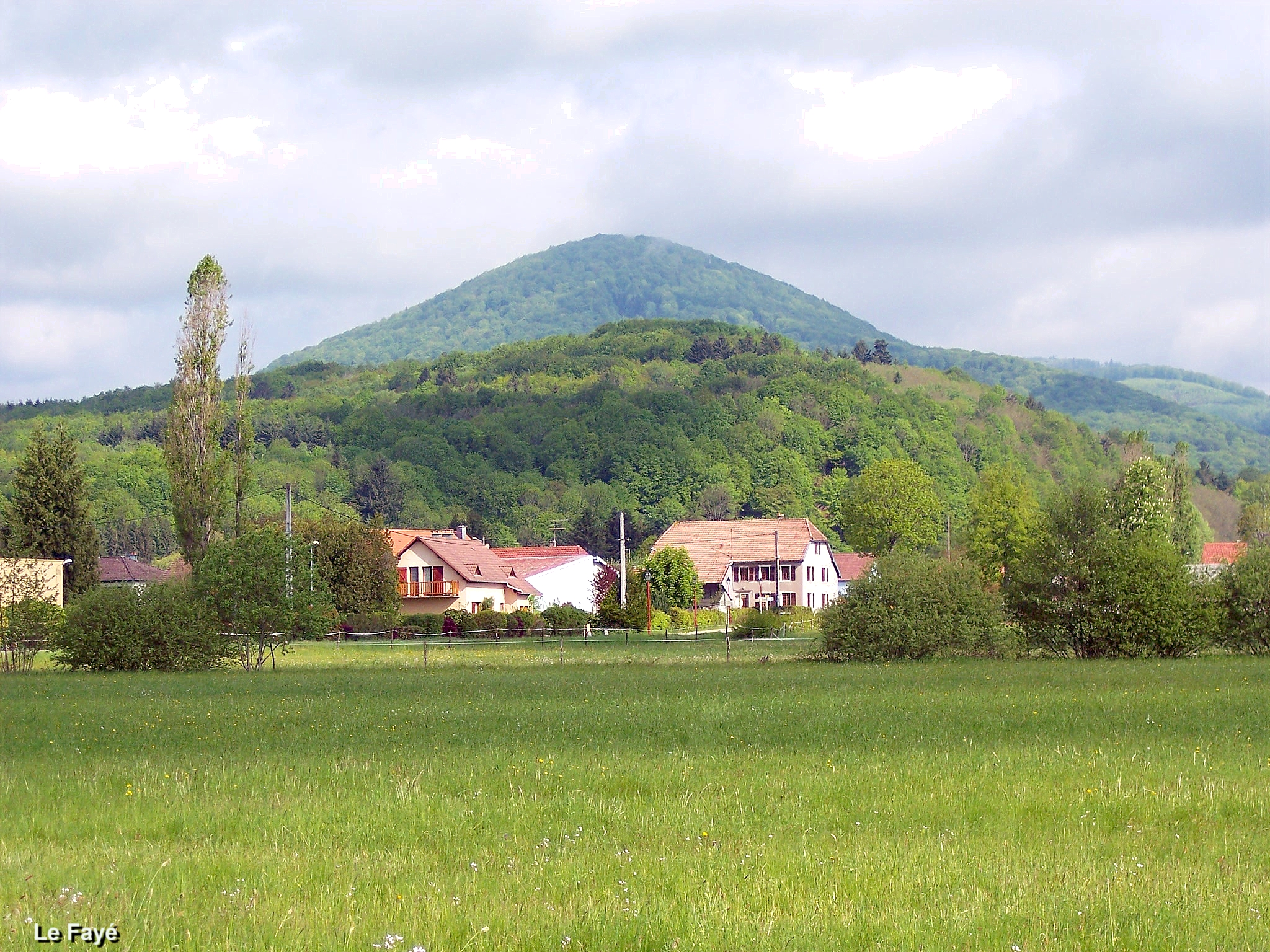
Le Fayé, montagne vosgienne, vue d'Étueffont.

La commune est située à 472 m d'altitude en moyenne et culmine à 916 mètres au sommet du Fayé, dans le canton de Giromagny et le département du Territoire de Belfort. Elle est issue de la fusion des deux anciennes communes d'Étueffont-Bas et Étueffont-Haut le 12 juin 1973. Sa superficie est de  1 253 hectares.
Le village est situé au pied du versant sud du massif des Vosges, sur la rivière La Madeleine, cours d’eau qui prend sa source au pied du Baerenkopf et qui traverse ensuite Anjoutey.
Jusqu'en 1775, date à laquelle fut instituée la paroisse d'Anjoutey, la paroisse d'Étueffont comprenait les villages de Bourg-sous-Châtelet, Petitmagny, Anjoutey, Étueffont-Haut, Étueffont-Bas et Lamadeleine-Val-des-Anges. L'église, dédiée à saint Valbert, date du début du XVIIIe siècle.
Le bassin houiller stéphanien sous-vosgien s’étend sur le territoire communal et aux alentours, entre Bouhans-lès-Lure, Ronchamp, Lomont à l'ouest et Rougemont, Romagny à l'est.
C'est une des 188 communes du parc naturel régional des Ballons des Vosges.

### Climat
Pour des articles plus généraux, voir Climat de la Bourgogne-Franche-Comté et Climat du Territoire de Belfort.
En 2010, le climat de la commune est de type climat de montagne, selon une étude du Centre national de la recherche scientifique s'appuyant sur une série de données couvrant la période 1971-2000. En 2020, Météo-France publie une typologie des climats de la France métropolitaine dans laquelle la commune est exposée à un climat semi-continental et est dans la région climatique  Vosges, caractérisée par une pluviométrie très élevée (1 500 à 2 000 mm/an) en toutes saisons et un hiver rude (moins de 1 °C). 
Pour la période 1971-2000, la température annuelle moyenne est de 9,5 °C, avec une amplitude thermique annuelle de 17 °C. Le cumul annuel moyen de précipitations est de 1 308 mm, avec 12,8 jours de précipitations en janvier et 11 jours en juillet. Pour la période 1991-2020, la température moyenne annuelle observée sur la station météorologique de Météo-France la plus proche, « Felon_sapc », sur la commune de Felon à 4 km à vol d'oiseau, est de 10,3 °C et le cumul annuel moyen de précipitations est de 1 056,1 mm. 
La température maximale relevée sur cette station est de 38 °C, atteinte le 7 août 2015 ; la température minimale est de −19,3 °C, atteinte le 20 décembre 2009,,. 
Les paramètres climatiques de la commune ont été estimés pour le milieu du siècle (2041-2070) selon différents scénarios d'émission de gaz à effet de serre à partir des nouvelles projections climatiques de référence DRIAS-2020. Ils sont consultables sur un site dédié publié par Météo-France en novembre 2022.

## Urbanisme

### Typologie
Au 1er janvier 2024, Étueffont est catégorisée commune rurale à habitat dispersé, selon la nouvelle grille communale de densité à sept niveaux définie par l'Insee en 2022.
Elle appartient à l'unité urbaine d'Étueffont, une agglomération intra-départementale regroupant quatre  communes, dont elle est ville-centre,,. Par ailleurs la commune fait partie de l'aire d'attraction de Belfort, dont elle est une commune de la couronne,. Cette aire, qui regroupe 91 communes, est catégorisée dans les aires de 50 000 à moins de 200 000 habitants,.

### Occupation des sols
L'occupation des sols de la commune, telle qu'elle ressort de la base de données européenne d’occupation biophysique des sols Corine Land Cover (CLC), est marquée par l'importance des forêts et milieux semi-naturels (70 % en 2018), une proportion identique à celle de 1990 (70 %). La répartition détaillée en 2018 est la suivante : 
forêts (70 %), zones agricoles hétérogènes (13 %), prairies (9,6 %), zones urbanisées (5,2 %), eaux continentales (2,2 %). L'évolution de l’occupation des sols de la commune et de ses infrastructures peut être observée sur les différentes représentations cartographiques du territoire : la carte de Cassini (XVIIIe siècle), la carte d'état-major (1820-1866) et les cartes ou photos aériennes de l'IGN pour la période actuelle (1950 à aujourd'hui).

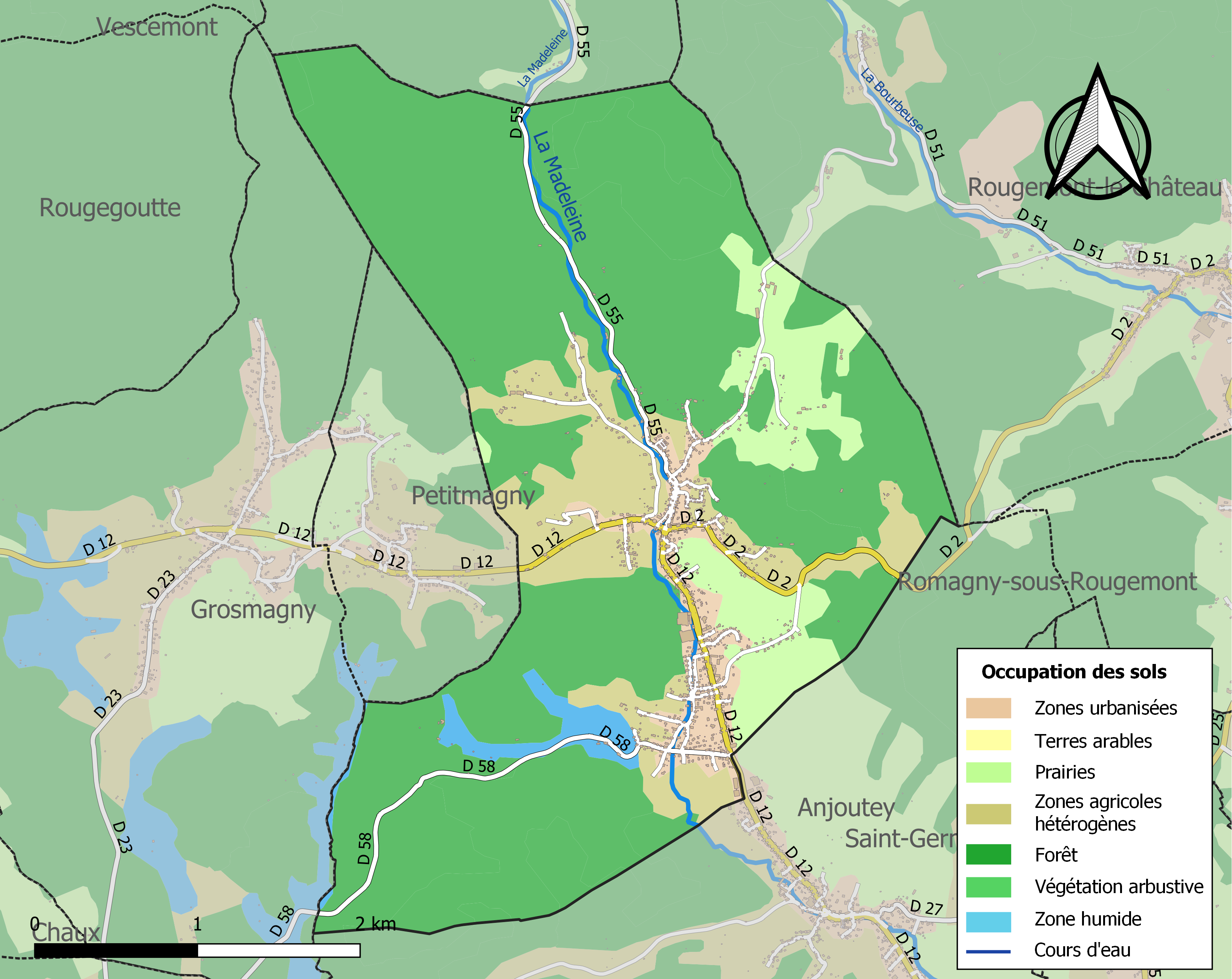
Carte des infrastructures et de l'occupation des sols de la commune en 2018 (CLC).

## Toponymie
- Étueffont-Bas : Estuefon (1260), Eytauffen (1296), Eitůfun (1316), Stauffen prope Rotenburg (1337), Stoffen/Eisthoffan (1427), Nider Stauffen (1579), Estueffond (1779). En allemand : Nieder Stauffen[16].
- Étueffont-Haut: Ober Stauffen (1579), Estueffon-Dessus (1620), Stueffon/Stouffont/Stueffont (1533), Etuffont le Haut (1793), Etueffont-Haut (1801). En allemand : Ober Stauffen[16].

## Histoire

### Faits historiques
- Pendant l'antiquité, un camp fortifié gallo-romain est installé au sommet du Fayé.
- 1188 première mention du nom d'Étueffont dans une bulle du pape Clément III.
- 1296 : Thiébaud, le comte de Ferrette cède le droit de patronage de l'église à l'abbaye de Lucelle.
- 1354 Étueffont est considérée comme chef-lieu d'une mairie composée de Bourg-sous-Châtelet, Lamadeleine-Val-des-Anges, Petitmagny, Anjoutey, Étueffont-Haut et Étueffont-Bas. Cette mairie est alors rattachée à la seigneurie du Rosemont.
- 1870-1871 : après la guerre franco-prussienne, Étueffont reste français avec l'arrondissement de Belfort alors que le Haut-Rhin est annexée par le Reich Allemand (traité de Francfort).
- 1939-1945 : Seconde Guerre mondiale ; Étueffont, située en zone Interdite, est étroitement surveillée. Étueffont aurait failli être détruit : des soldats allemands furent tués (attentat) et enterrés mais ils furent retrouvés avant la fin de la guerre ; les autorités allemandes (Kommandantur) de Belfort voulurent brûler le village, projet qui fut abandonné en raison de la progression des Alliés vers l'est.
- Depuis près de 30 ans, Gérard Guyon, politiquement proche de Jean-Pierre Chevènement, est maire du village, il est également président de la communauté de communes du Pays Sous Vosgien.

Dès la fin du Moyen Âge, le village se tourne vers l'industrie naissante : une forge qui transforme le fer produit par le fourneau de Bethonvilliers, l'exploitation minière de plomb argentifère dans le massif des Vosges tout proche (le sommet nommé Tête du Mineur est là pour le rappeler), l'exploitation forestière et la fabrication du charbon de bois. Par la suite un moulin est installé sur la rivière, des étangs sont creusés. Dès le début du XIXe siècle le tissage à bras se développe suivi vers le milieu du siècle par le tissage mécanique Boigeol-Japy, à cette époque des recherches pour découvrir un gisement de houille sont entrepris, deux puits de mine et trois sondages sont creusés sur la commune, mais abandonnés faute de résultats concluants.
En 1879, les frères Zeller, originaires d'Oberbruck (Haut-Rhin) installent des tissages et une filature à Étueffont. Ces usines prospèrent pendant un demi-siècle (1880-1930), donnant du travail à plusieurs centaines d'ouvriers. Mais la crise de 1929 amorce le déclin du textile qui cessera son activité à Étueffont vers 1960. La famille Zeller a marqué les deux communes de leur empreinte : Albert Zeller (de 1881 à 1886) puis René Zeller (de 1892 à 1924) ont été maires d'Étueffont-Bas, Roger Zeller a été maire d'Étueffont-Haut. L'ancien château de René Zeller accueille aujourd'hui le centre de formation professionnelle Thérèse-Bonnaymé de l'Association des Paralysés de France.
Au début du XXIe siècle, Étueffont est un bourg d'environ 1 500 habitants, plutôt résidentiel, mais qui a su conserver quelques commerçants et artisans ainsi qu'une activité agricole réduite. Il est situé sur la route des villages fleuris du pays sous-vosgien, un chemin qui suit le tracé d'une ancienne voie romaine.
Étueffont accueille le siège de la communauté de communes du Pays Sous Vosgien (14 communes), et de la paroisse de la vallée de La Madeleine.

## Politique et administration

### Budget et fiscalité 2014
En 2014, le budget de la commune était constitué ainsi :
- total des produits de fonctionnement : 1 035 000 €, soit 679 € par habitant ;
- total des charges de fonctionnement : 6 940 €, soit 455 € par habitant ;
- total des ressources d’investissement : 336 000 €, soit 220 € par habitant ;
- total des emplois d’investissement : 346 000 €, soit 227 € par habitant ;
- endettement : 372 000 €, soit 244 € par habitant.

Avec les taux de fiscalité suivants :
- taxe d’habitation : 11,68 % ;
- taxe foncière sur les propriétés bâties : 12,55 % ;
- taxe foncière sur les propriétés non bâties : 51,39 % ;
- taxe additionnelle à la taxe foncière sur les propriétés non bâties : 0,00 % ;
- cotisation foncière des entreprises : 0,00 %.

### Liste des maires
| Période                                  | Période     | Identité       | Étiquette          | Qualité |
| ---------------------------------------- | ----------- | -------------- | ------------------ | ------- |
| Les données manquantes sont à compléter. |             |                |                    |         |
| 1977                                     | 1983        | Joseph Etienne | Sans étiquette     |         |
| Avril 1983                               | avril 2014  | Gérard Guyon   | SE (apparenté MRC) |         |
| avril 2014                               | 23 mai 2020 | René Bazin     | DVG                |         |
| 23 mai 2020                              | En cours    | Alain Fessler  |                    |         |

## Population et société

### Démographie
L'évolution du nombre d'habitants est connue à travers les recensements de la population effectués dans la commune depuis 1793. Pour les communes de moins de 10 000 habitants, une enquête de recensement portant sur toute la population est réalisée tous les cinq ans, les populations de référence des années intermédiaires étant quant à elles estimées par interpolation ou extrapolation. Pour la commune, le premier recensement exhaustif entrant dans le cadre du nouveau dispositif a été réalisé en 2005.

En 2022, la commune comptait 1 395 habitants, en évolution de −6,88 % par rapport à 2016 (Territoire de Belfort : −2,78 %, France hors Mayotte : +2,11 %).
| 1793 | 1800 | 1806 | 1821 | 1831 | 1836 | 1841 | 1846 | 1851 |
| ---- | ---- | ---- | ---- | ---- | ---- | ---- | ---- | ---- |
| 460  | 549  | 604  | 603  | 767  | 836  | 813  | 862  | 870  |

| 1856 | 1861 | 1866 | 1872 | 1876 | 1881 | 1886  | 1891  | 1896  |
| ---- | ---- | ---- | ---- | ---- | ---- | ----- | ----- | ----- |
| 780  | 883  | 881  | 855  | 817  | 938  | 1 055 | 1 081 | 1 074 |

| 1901  | 1906  | 1911  | 1921 | 1926 | 1931 | 1936 | 1946 | 1954 |
| ----- | ----- | ----- | ---- | ---- | ---- | ---- | ---- | ---- |
| 1 083 | 1 050 | 1 044 | 820  | 767  | 752  | 670  | 650  | 648  |

| 1962 | 1968 | 1975 | 1982  | 1990  | 1999  | 2005  | 2006  | 2010  |
| ---- | ---- | ---- | ----- | ----- | ----- | ----- | ----- | ----- |
| 602  | 522  | 971  | 1 081 | 1 324 | 1 326 | 1 402 | 1 424 | 1 469 |

| 2015  | 2020  | 2022  | - | - | - | - | - | - |
| ----- | ----- | ----- | - | - | - | - | - | - |
| 1 487 | 1 401 | 1 395 | - | - | - | - | - | - |

### Enseignement
Une école primaire est située à côté de la mairie d'Étueffont. La commune compte également une école maternelle située dans la partie basse de celle-ci.

### Santé
Un pôle de santé réunit les professionnels de la santé officiant à Étueffont.
L'hôpital le plus proche est l'hôpital Nord Franche-Comté situé entre Belfort et Montbéliard, à Trévenans,.

## Culture locale et patrimoine

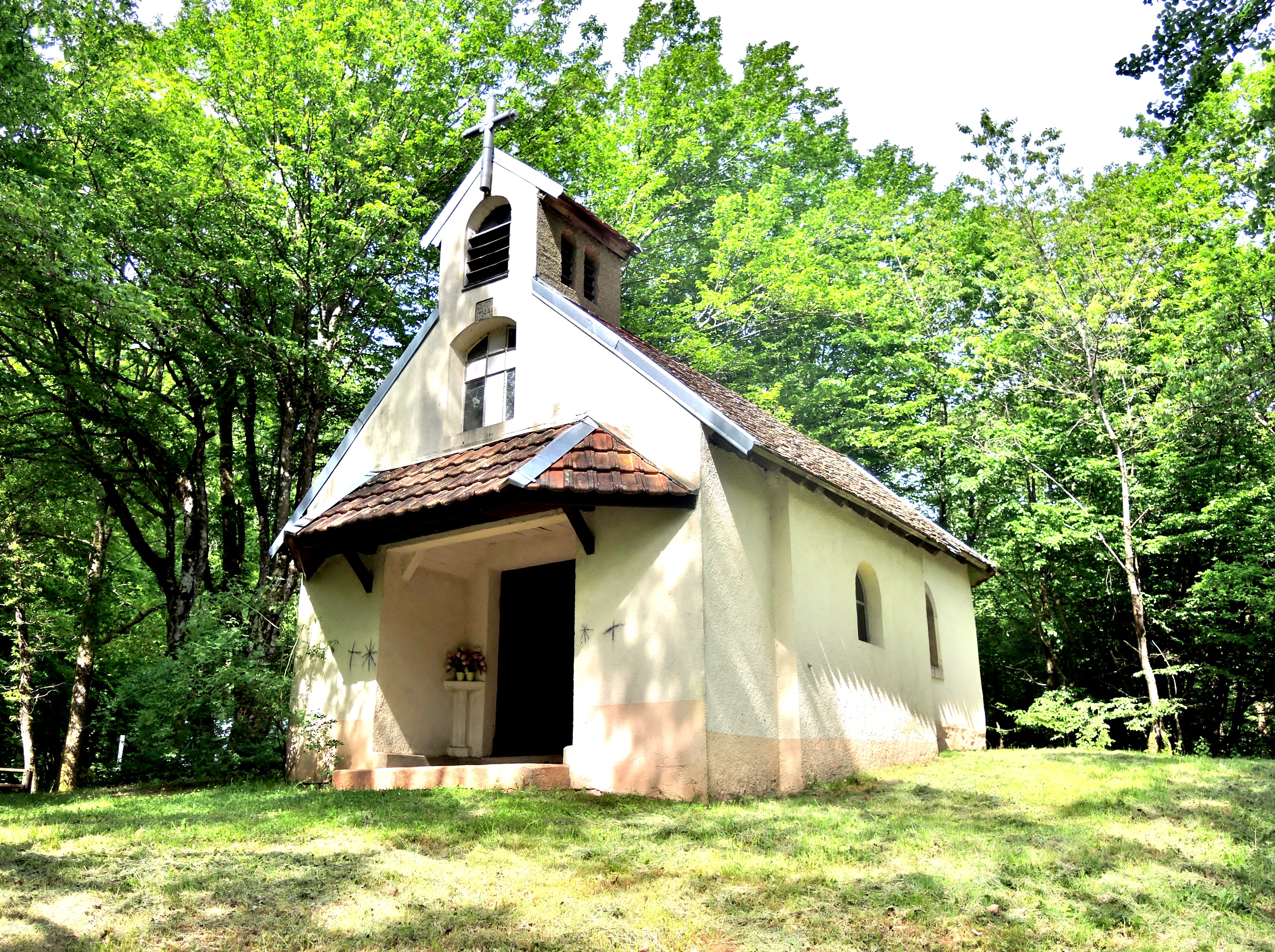
Chapelle du mont Bonnet.

### Lieux et monuments
- L'église Saint-Valbert, dédiée à saint Valbert daterait du début du XVIIIe siècle).
- La chapelle du Mont Bonnet, érigée en 1888[25].
- Tissage et filature de coton Zeller Frères et Cie, puis Ets Zeller frères, puis usine d'articles en caoutchouc et de pièces détachées en matière plastique Transac[26].
- La forge-musée d'Étueffont est un témoin de l'activité de cinq générations de forgerons au XVIIIe et XIXe siècles av. J.-C.. De nombreux outils et objets forgés sont exposés dans cette maison traditionnelle construite dans les années 1840, où se tient un marché de Noël au début de décembre[27].
- Monuments commémoratifs[28].

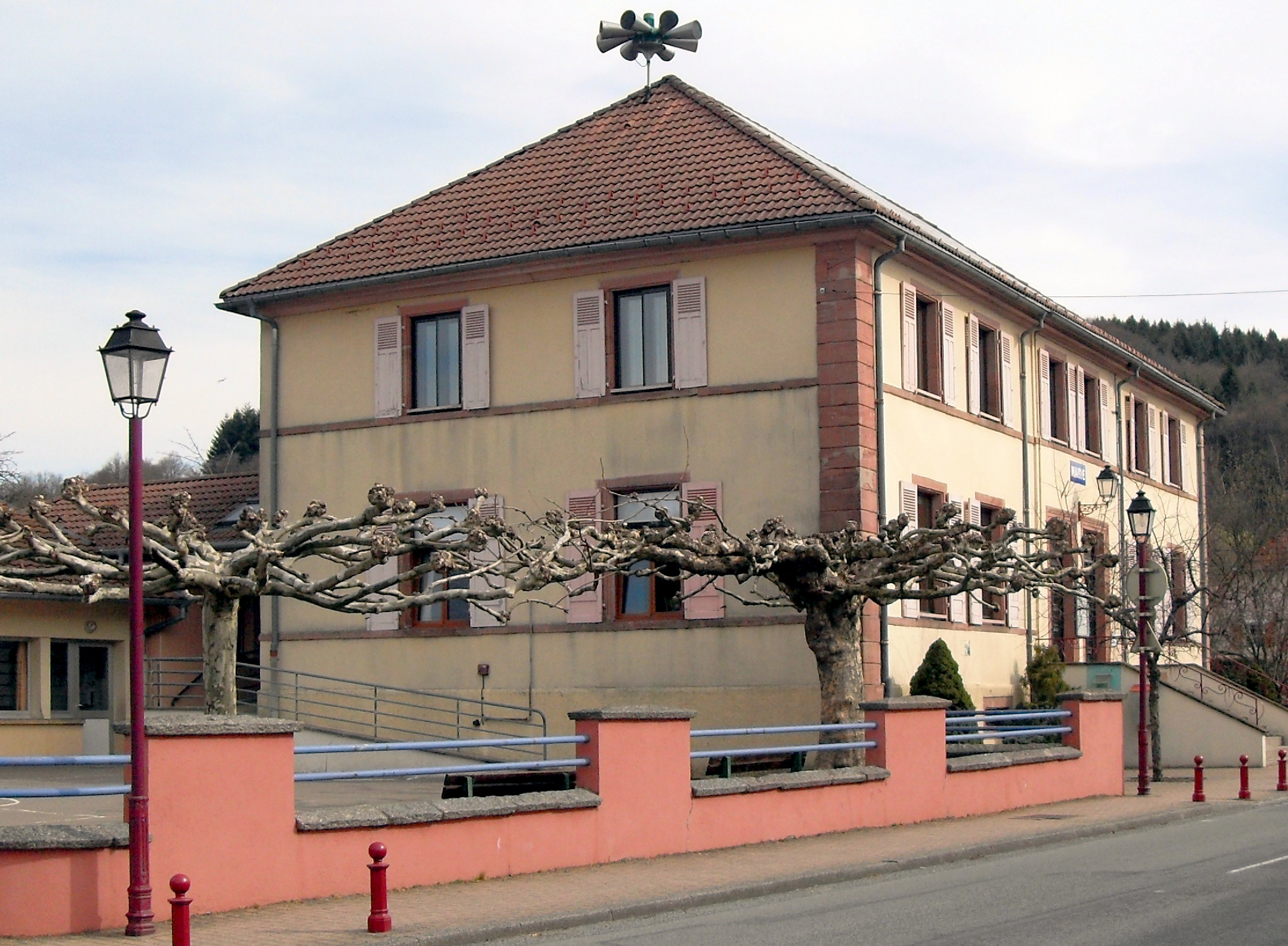
La mairie.
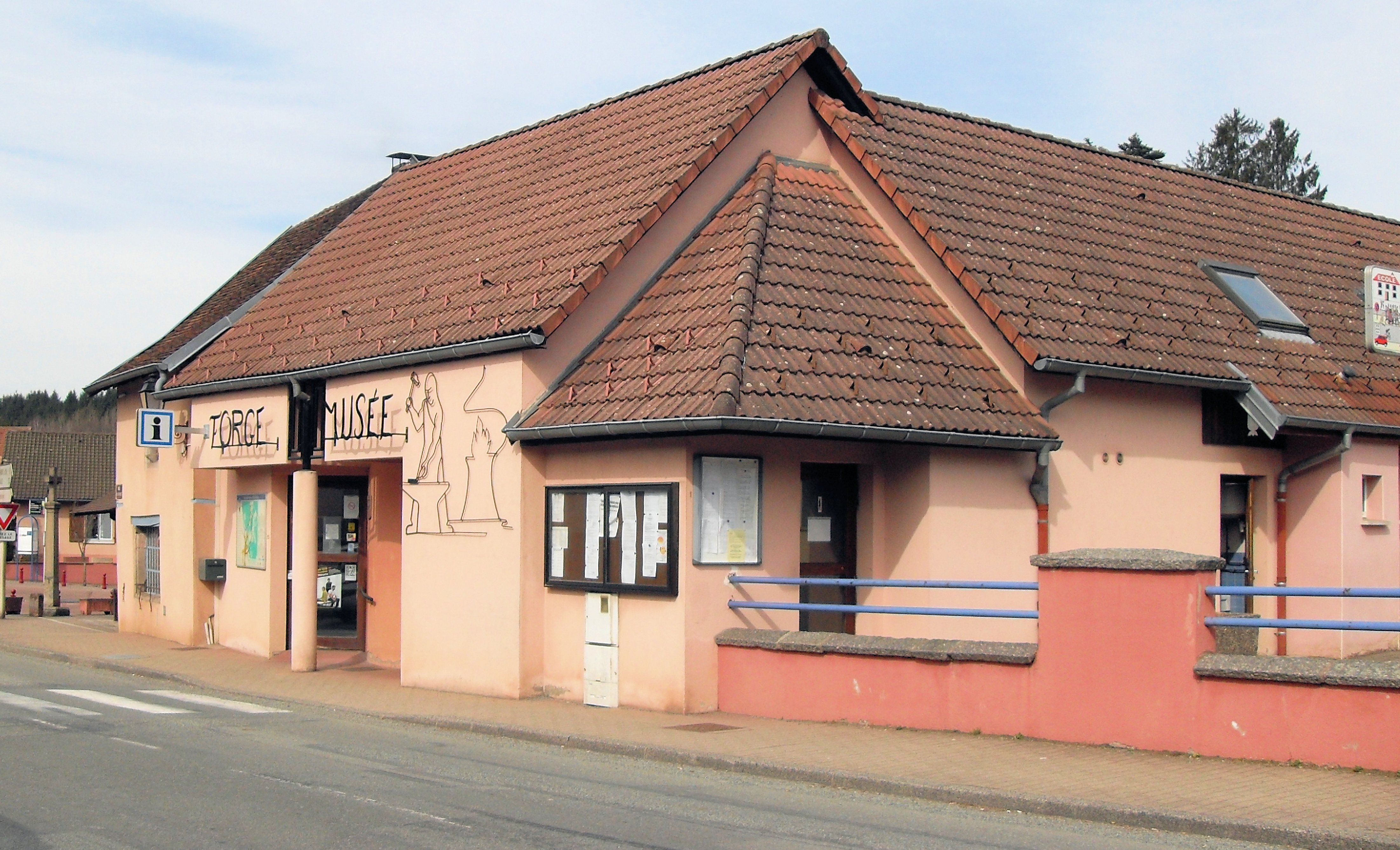
La forge-musée.

### Héraldique
| Blason de Étueffont | Blason  | Parti: au 1er d'or à deux chevrons de sable, au 2e de sable à deux chevrons d'or.                     |
| Blason de Étueffont | Détails | D'Hozier a attribué "D'or à deux chevrons de sable". Le statut officiel du blason reste à déterminer. |

## Pour approfondir